# Sedum cuspidatum
Sedum cuspidatum là một loài thực vật có hoa trong họ Crassulaceae. Loài này được E.J. Alexander miêu tả khoa học đầu tiên.